# The Sin of Harold Diddlebock
The Sin of Harold Diddlebock es una película dirigida por Preston Sturges en 1947. Fue retitulada, en inglés y en español: Mad Wednesday y ¡Oh!: ¡qué miércoles!.

## Sinopsis
Harold consigue un puesto de contable cuando su jefe, algo ebrio, le ve jugar en un partido de rugby, en el cual pasa por circunstancias imprevistas de simple aguador a héroe del equipo. Varios años después continua en el mismo puesto. Su jefe le reprocha que, al no haber conseguido progresar en su trabajo, sea un mal ejemplo para los jóvenes empleados, despidéndole tras entregarle sus ahorros invertidos en la empresa, ahorros mermados por el crack de 1929. En la calle, un tipo que le pide unos dólares, le invita a tomar una copa. Harold, que nunca ha pisado un bar, acaba poniéndose muy “alegre”. En este estado, tras comprarse un traje indescriptible, gasta 1000 $ en las carreras de caballos, apostándolos por una yegua llamada igual que una tía suya y por la cual se pagan quince a uno. Gana 15.000 $ que vuelve a apostar por otra yegua llamada igual que su madre, que también gana. Después de una francachela que dura todo un día, amanece un jueves sin ningún dólar en los bolsillos y siendo, para su horror, dueño de un circo, a cuyos animales debe alimentar. Luego de infructuosos intentos por venderlo, acude a diversos bancos enfundado en su estrafalario traje y con un león domesticado. Su intención es que los banqueros, comprando el circo, limpien su mala reputación poniendo las entradas gratis para los niños. Tras el alboroto producido por el león cuando éste se le escapa, Harold acaba con sus huesos en la cárcel y con su imagen en la portada de los periódicos. Otis, una compañera de trabajo, a la que él pretendía, paga la fianza. Para su sorpresa, tres importantes circos le compran el suyo por 175.000 $, para impedir así la gratuidad de las entradas infantiles si los banqueros se hacían con él. Harold recupera su trabajo, si bien ahora como un alto cargo, y descubre que en el memorable miércoles olvidado se había casado con su amada Otis.